# آخر خط
آخر خط نام یک مجموعهٔ کمدی تلویزیونی ایرانی است که از ۳۰ خرداد سال ۱۳۹۹ و در ۲۸ قسمت از شبکه سوم سیما پخش می‌شد. این مجموعه به کارگردانی و نویسندگی علیرضا مسعودی و تهیه‌کنندگی مهران مهام است.

## خلاصه داستان
داستان این سریال دربارهٔ دو پسر به نام «فرامرز» و «سیامک» است. این دو پسر که باهم نسبت فامیلی دارند برای خانواده‌شان مدام دردسر درست می‌کنند. آنها هنگامی که می‌بینند دوستشان «مازیار» به یکی از شاخ‌های مجازی تبدیل شده است و از آن درآمدزایی می‌کند، تصمیم می‌گیرند آنها نیز یک صفحه در فضای مجازی داشته باشند اما آنها به علت تبلیغ یک سایت شرط‌بندی و قمار توسط پلیس دستگیر می‌شوند و به زندان می‌روند. در زندان متوجه می‌شوند می‌توانند با مهاجرت به سوریه به آلمان بروند و زندگی بهتری را شروع کنند. در این بین با یک پزشک آشنا می‌شوند که او نیز می‌خواهد به سوریه برود و بجنگد و او مقدمات مهاجرت آنها را به سوریه فراهم می‌کند ولی این بین اتفاقاتی می‌افتد که مانع رسیدن آنها به تصمیم‌شان می‌شود…

## بازیگران
- عباس جمشیدی‌فر
- فاطمه امینی
- محمدرضا هدایتی
- کمند امیرسلیمانی
- شهین تسلیمی
- امیر نوری
- مهسا باقری
- اشکان اشتیاق
- علی صبوری
- مهران رجبی
- شهرام قائدی
- فریده سپاه‌منصور
- محمد برسوزیان
- اسدالله یکتا
- غزال وکیلی
- علیرضا مسعودی
- امیر غفارمنش
- رضا ایرانمنش
- محمدامین سلیمی‌راد